# Quinquagesimo ante anno

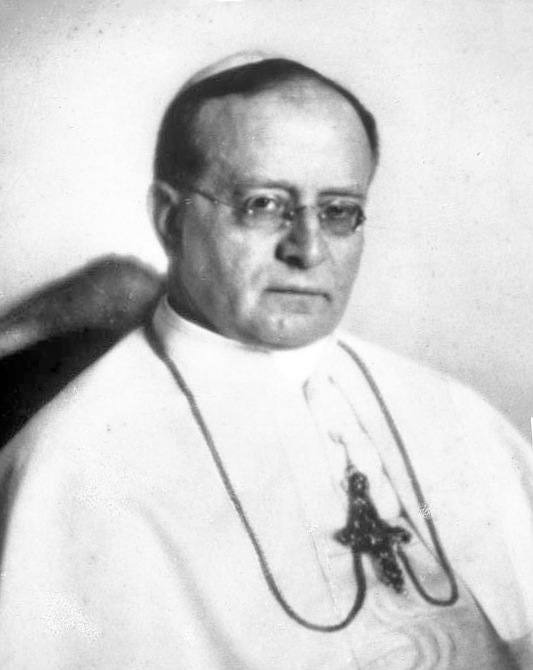
Pius XI., 1922

Quinquagesimo ante anno (lateinisch; deutsch: Vor fünfzig Jahren) ist eine Enzyklika von Papst Pius XI., in der er am 23. Dezember 1929 aus Anlass seines fünfzigsten Priesterjubiläums über die Höhepunkte seines Pontifikats schrieb.

## Zum Priesterjubiläum
Im ersten Teil erinnerte der Papst daran, dass er „vor fünfzig Jahren“ in der Lateranbasilika zum Priester geweiht wurde und seither viele fröhliche, aber auch tragische Ereignisse stattgefunden hätten. Er hob hervor, dass er aus diesem Anlass mit der Apostolischen Konstitution Auspicantibus nobis vom 6. Januar 1929 das kommende Jahr 1930 als außerordentliches Heiliges Jahr deklariert habe. Er brachte seinen Dank an alle Gläubigen zum Ausdruck und dankte Gott für die große Berufung, er sprach seine Hoffnung auf eine friedliche Zeit aus. Schon in seiner ersten Enzyklika Ubi arcano Dei vom 23. Dezember 1922 habe er – so setzt er fort – über die Absichten seines Pontifikates geschrieben, und unterstrich, dass seine Ziele nur mit der Hilfe Gottes erreicht werden könnten.

## Höhepunkte seines Pontifikates
Im folgenden Abschnitt zählte der Papst wichtige Ereignisse auf, die aus seiner Sicht die Höhepunkte, aber auch die Bedeutung des Heiligen Stuhls verdeutlichen sollten. Exemplarisch seien genannt:
- Abschluss der Lateranverträge
- 75. Jahresjubiläum des Dogmas der „Unbefleckten Empfängnis der Gottesmutter Maria“
- Konkordate und Verträge mit Portugal, Rumänien und Preußen
- Annäherungen an die Ostkirchen und Begegnungen mit Patriarchen und Bischöfen der orientalisch-christlichen Kirchen
- die Einbindung der verschiedenen Pfarreien, Kongregationen und Ordensgemeinschaften in das Kanonische Recht
- die Gründungen mehrerer katholischer Hochschulen und Universitäten, so in Russland und Tschechien
- der Aufbau und die Erweiterung von Priesterseminaren in Rom
- die Feiern in Stockholm zur 1100. Wiederkehr der Ankunft des Hl. Ansgar (829), des Apostels von Skandinavien
- der 1000. Todestag des Hl. Wenzel († 929), des böhmischen Nationalheiligen
- die Seligsprechung des Claude de la Colombière